# Вулиця Декарта (Львів)
Вулиця Декарта — вулиця у Залізничному районі міста Львова. Сполучає вулиці Братів Міхновських та Марка Вовчка, утворюючи перехрестя з вулицею Вернигори. Прилучається вулиця Якова Головацького.

## Історія та назва
Вулиця утворена 1891 року та названа Нова дорога. Від 1893 року — Костопальні бічна, адже неподалік розташовувалося підприємство з переробки кісток худоби на поташ і селітру. Від 1894 року — вулиця Декерта, названа на честь Яна Декерта (1786—1861), польського римо-католицького священика, єпископа-помічника Варшавського. Сучасна назва — вулиця Декарта від 1946 року, на честь французького математика Рене Декарта.

## Забудова
В забудові вулиці Декарта переважають архітектурні стилі — класицизм та сецесія. Пам'ятки архітектури національного та місцевого значення відсутні.

### З непарного боку вулиці
№ 1 — двоповерхова кам'яниця початку XX століття (колишня адреса — вул. Декерта, 1, нині — вул. Братів Міхновських, 26). У 1930-х роках будинок перебував у власності Каселя та Ракелі Нойманд р. Каннафас. Нині в наріжнику будинку міститься крамниця «М'ясна точка».
№ 5 — двоповерхова кам'яниця початку XX століття (колишня адреса — вул. Декерта, 5). У 1910-х роках власником будинку був Станіслав Курковський. У 1930-х роках будинок перебував у власності Шайді та Густи Сінковал. За цією ж адресою також розташовувалася гуртівня борошна Якуба.
З непарного боку вулиці Декарта при перехресті вулицею Вернигори розташований дитячий майданчик, реконструйований у 2016—2017 роках.

### З парного боку вулиці
№ 6, 8 — двоповерхові кам'яниці початку XX століття (колишні адреси — вул. Декерта, 6, 8). У 1930-х роках будинок № 6 перебував у власності Людвика Мітшейна та спілки, а будинок під № 8 — у власності Марії Єндзеревської та спілки. За цією ж адресою також розташовувалася гуртівня борошна Якуба. У 2000-х роках на місці цих кам'яниць збудований сучасний шестиповерховий житловий будинок з приміщеннями комерційного призначення. Одне з приміщень займає медичний центр доктора Онутчака. Нині житловий будинок має № 6, а адреси — вул. Декарта, 8 не існує.
№ 10 — двоповерхова кам'яниця початку XX століття (колишня адреса — вул. Декерта, 10). У 1930-х роках будинок перебував у власності Розалії Кмітковської. Нині стіни будинку прикрашені картинами з цементу львів'янки Людмили Кравець. Зовнішній бік будинку прикрашений барельєфом з пам'ятками Львова, у внутрішньому подвір'ї — картини Італії та неіснуючі пейзажі міста Лева, які створила сама мисткиня.
№ 20 — житловий будинок (колишня адреса — вул. Декерта, 20). У 1930-х роках будинок перебував у власності Шифри Гешелес, а у внутрішньому подвір'ї працювала пекарня Самуеля Гешелеса. Нині цієї адреси не існує.
№ 22 — триповерхова кам'яниця початку XX століття (колишня адреса — вул. Декерта, 22) на розі з вулицею Вернигори. У 1910-х роках власником будинку був Міхал Глевіч. У 1930-х роках будинок перебував у власності Міхала Сулека. Нині на першому поверсі будинку міститься майстерня з ремонту взуття (окремий вхід з вулиці).
№ 24 — триповерхова кам'яниця початку XX століття (колишня адреса — вул. Декерта, 24) на розі з вулицею Марка Вовчка. У 1930-х роках будинок перебував у власності Берти Шапіро та спілки. У міжвоєнний період в будинку мешкала родина львівського будівничого Яна Невжалкевича. 1906 року у подружжя Яна та Мальвіни Невжалкевичів народився син Мар'ян Станіслав. В дорослому житті Станіслав пов'язав своє життя з військовою справою. У 1939 році підпоручик Мар'ян Станіслав Невжалкевич заарештований радянськими каральними органами за свою належність до Війська Польського. Перебував у Козельському таборі НКВС до 9 квітня 1940 року. Розстріляний 11 квітня 1940 року та похований в Катинському лісі під Смоленськом.

## Транспорт
Вулиця Декарта є настільки вузькою, що там лише дві машини можуть розминутися і постійно вулиця з одного боку запаркована. Тому зустрічний роз'їзд є вкрай ускладненим. Тому, 25 квітня 2018 року міська комісія з безпеки дорожнього руху ухвалила рішення, щодо вулиці Декарта, а саме, тепер вулиця стала односторонньою у напрямку від вулиці Марка Вовчка до вулиці Братів Міхновських.